# Саяк (село)
Саяк (каз. Саяқ) — посёлок городского типа в Карагандинской области Казахстана. Административно подчинён акимату города Балхаш.

## География
Посёлок расположен на юго-востоке Карагандинской области, в 200 км к востоку от города Балхаш.
Местность вокруг посёлка Саяк представляет собой типичный Центральноказахстанский мелкосопочник с разрушенными до выходов коренных пород вершинами возвышенностей. В 3 км севернее посёлка находится гора Саяк (563 м).

## История
Начало строительства посёлка относится к 1964 году, прежнее название — Саякский рудник. Станция Ащыозек, расположенная в 85 км западнее Саяка, в 1990-е годы была подчинена аппарату акима посёлка Саяк.

## Население
Население посёлка Саяк в 2009 году составляло 3669 человек, из которых 102 человека проживали на станции Ащыозек.
На начало 2019 года население посёлка составило 3019 человек (1514 мужчин и 1505 женщин).

## Промышленность
Основной вид деятельности — добыча медной руды для Балхашского металлургического комбината. Добываются также мрамор и золото. Имеется железнодорожная станция.

## Инфраструктура
В посёлке имеются одна общеобразовательная школа (№ 6, около 500 учащихся), детский сад, ДК «Горняк», библиотека, спортивный зал.
В посёлке 14 улиц общей протяжённостью 3 км. Очистка территории производится безработными гражданами. Общественный порядок поддерживает поселковое отделение полиции (6 штатных единиц).
В Саяке имеется водопровод (общая протяжённость сетей 37,2 км). 123 из 283 домов посёлка оборудованы системами центрального отопления, остальные обходятся печным отоплением.

## Транспорт
В посёлке находится станция Саяк Карагандинского отделения «Казахстанских железных дорог». Осуществляется пассажирское сообщение Астана — Семей, Астана — Урумчи и грузовые перевозки.